# Klasztor Karakalu
Klasztor Karakalu (grec.: Μονή Καρακάλου) – jeden z klasztorów na Górze Athos. Położony jest w południowo-wschodniej części półwyspu. Zajmuje jedenaste miejsce w atoskiej hierarchii. Klasztor założony został na początku XI w. za cesarza Andronika II Paleologa. W XIII w. na skutek działań krzyżowców oraz piratów klasztor opustoszał. Został ponownie odbudowany w XVI wieku.
W bibliotece klasztoru przechowywanych jest 279 rękopisów i około 2 500 drukowanych ksiąg.
W klasztorze mieszka około 30 mnichów.